# Grossgurmels
Grossgurmels (toponimo tedesco) è una frazione del comune svizzero di Gurmels, nel Canton Friburgo (distretto di Lac).

## Storia

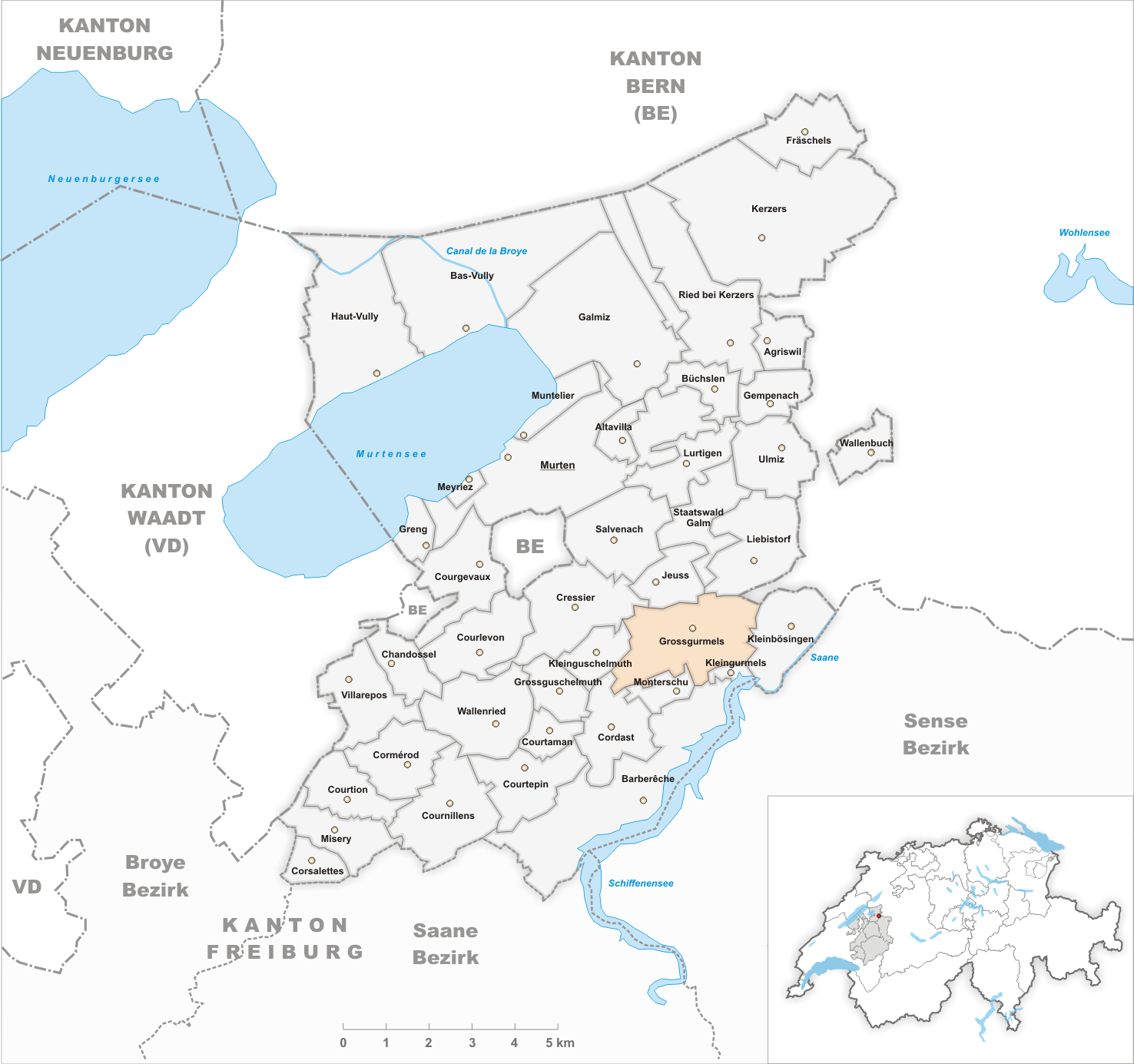
Il territorio del comune di Grossgurmels prima degli accorpamenti comunali del 1978

Già comune autonomo, nel 1978 è stato accorpato all'altro comune soppresso di Monterschu per formare il nuovo comune di Gurmels, del quale Grossgurmels è il capoluogo.

## Monumenti e luoghi d'interesse

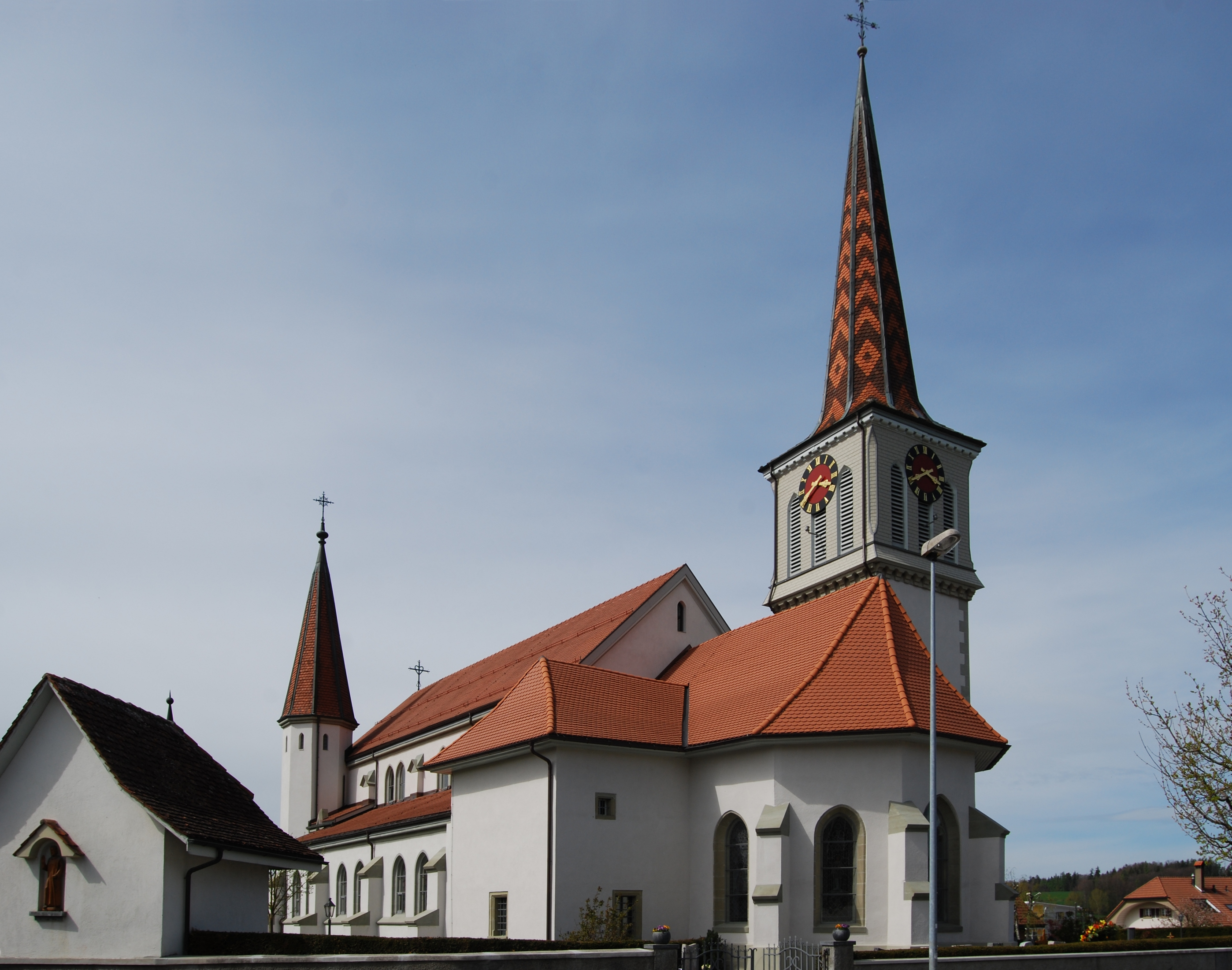
La chiesa cattolica di San Germano

- Chiesa cattolica di San Germano, attestata dal 1228[1].

## Amministrazione
Ogni famiglia originaria del luogo fa parte del comune patriziale che ha la responsabilità della manutenzione di ogni bene comune.